# Bakła

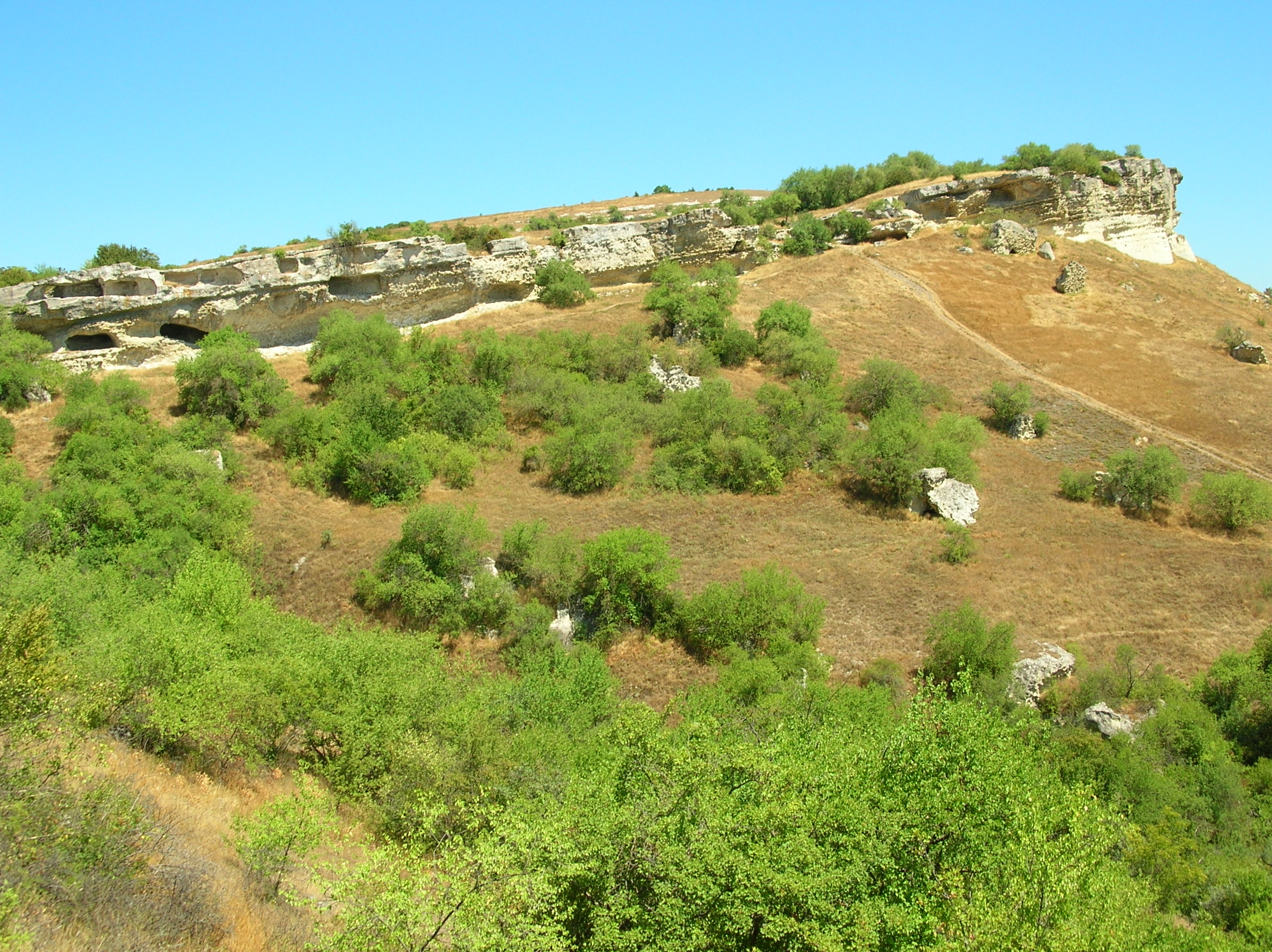
Skalne miasto Bakła.

Bakła (ukr. Бакла, krm. Baqla, ros. Бакла) – średniowieczne skalne miasto zbudowane przez ludność grecką w zachodniej części Krymu na Ukrainie, leżące 10 km na wschód od Bakczysaraju.
Znajduje się na krawędzi bakławskiej kuesty na wysokości 470 m n.p.m. i zajmuje powierzchnię 1 ha. Teren miasta ograniczony jest z dwóch stron skalnymi grzędami, a z trzeciej strony urwiskiem wysokości 12 m. Początek osady datuje się na drugą połowę VI w n.e., gdy wokół wcześniej istniejących chat rolników zbudowano mur obronny. Bakła wchodziła w skład krymskich posiadłości cesarstwa bizantyjskiego. Nie była to twierdza podobna do sąsiedniego Czufut Kale, a raczej umocniony teren umożliwiający schronienie okolicznej ludności greckiej, w razie napadu koczowników. Od X w n.e. teren osady zostaje stopniowo zabudowany zabudową miejską. Szczyt rozwoju przypada na XII - XIII wiek, kiedy Bakła była typowym miastem, choć bardzo prowincjonalnym w skali Krymu. Po serii napadów wojsk mongolskich w drugiej połowie XIII wieku, miasto zostaje zrujnowane i na początku XIV w ostatecznie pustoszeje. 
Na terenie osady istniało 8 świątyń, w większości zbudowanych w okresie X-XIII w oraz cytadela z końca VI w, poważnie rozbudowana w drugiej połowie XI w, kiedy miała parametry 200 x 60 metrów. 
Do dziś zachowało się około 100 wykutych w skałach komór, wykorzystywanych pierwotnie jako pomieszczenia gospodarcze i kultowe. 

## Galeria

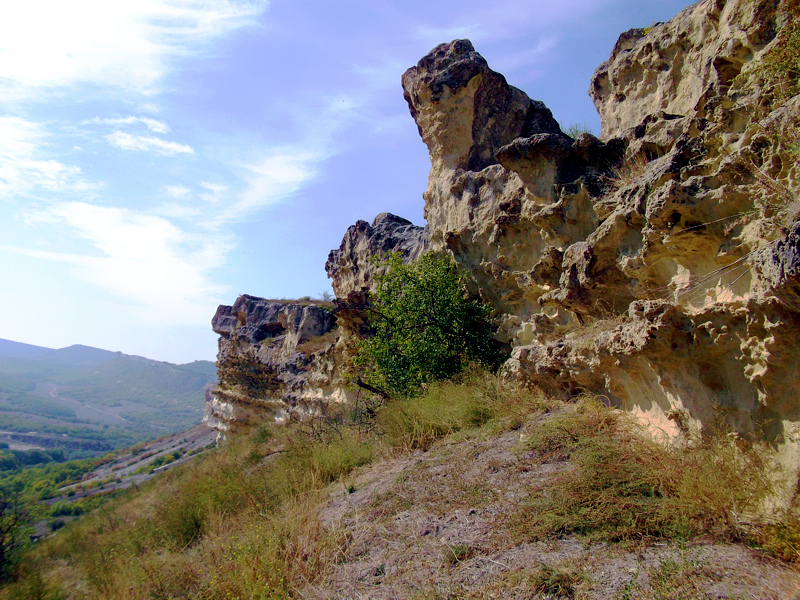
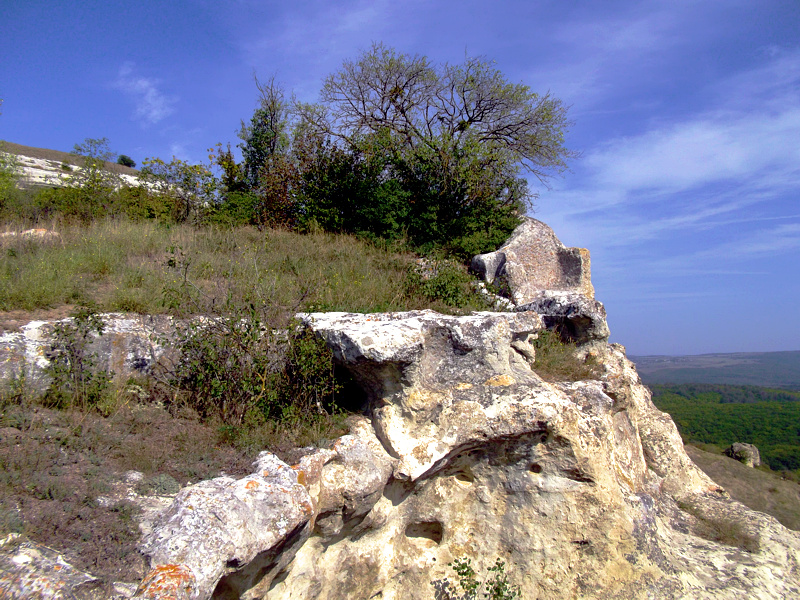
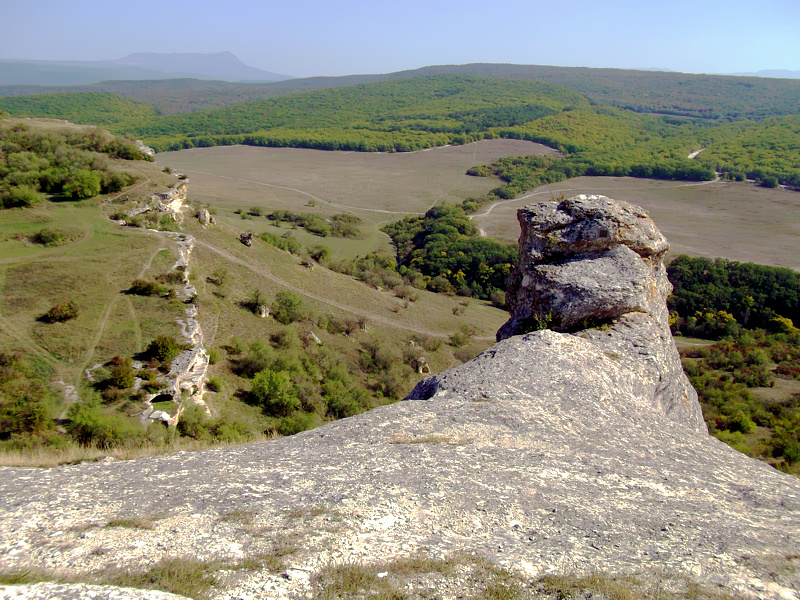
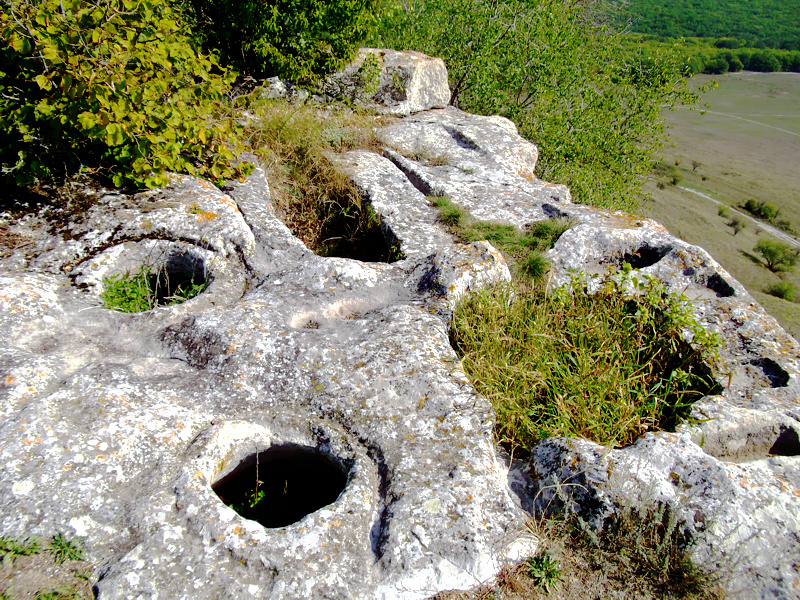